# Philogelos
Philogelos betyder "latterven" på oldgræsk, og er en samling vittigheder fra ca. 3. århundrede e.Kr. skrevet på oldgræsk.

## Baggrund og udgaver
Vittighederne angives på manuskripterne at være samlet af Hierokles og Philagrios. Det er det eneste sted de to optræder i den antikke litteratur, og intet vides om deres liv og virke.
Vittighederne er et af de få levn af folkelig humor fra perioden. Langt størstedelen af bevaret antik litteratur er udtryk for den dannede og rige overklasses smag, mens det folkelige udtryk for det meste er gået tabt. En undtagelse er graffitien på murene i Pompeji og Herculaneum og denne samling.
Philogelos er overleveret i flere forskellige manuskripter; det ældste er fra det 10. århundrede og stammer fra klosteret Grottaferrata i det sydlige Italien. Det findes nu i en samling i New York.
Det blev første gang trykt i udvalg i 1605 i Tyskland, men er trykt i sin helhed flere gange. Det er 265 vittigheder, nogle er dog dubletter. 225 af vittighederne blev udgivet på dansk i 1990 i bogen Philogelos – eller tossehistorier fra oldtiden. Undertitlen hentyder til, at størstedelen af vittighederne omhandler tosser; de repræsenterer ofte en bestemt by, lige som Århus- eller Molbo-historier i nyere tid i Danmark. De tre byer som fremhæves for deres tosser i Philogelos er Abdera i Thrakien, Kyme i Lilleasien og Sidon i, hvad der i dag er Libanon.
Desuden er vittighederne opdelt efter forskellige egenskaber fx vrissenpinde, dovenkroppe og kujoner.

## Eksempler på vittigheder fraPhilogelos
Sideangivelserne henviser til den danske udgave af udvalgte vittigheder.
| Citat | En tosse så på en flod et lastskib, der var fuldt af korn og lå meget dybt. "Hvis floden stiger en smule," sagde han, "så synker det." | Citat |
| s. 24 | |       |

| Citat | En tosse gik hen for at besøge en ven, der var syg. Da hans kone fortalte, at han allerede var på kirkegården, sagde han: "Når han kommer hjem igen, så sig til ham, at jeg har været her. | Citat |
| s. 25 | |       |

| Citat | En mand fra Kyme blev anklaget for en alvorlig forbrydelse og dødsdømt, mens hans far var på rejse i udlandet. Da han forlod retten, sagde han: "Sig ikke noget til min far. Han slår mig ihjel!" | Citat |
| s. 47 | |       |

| Citat | To dovenkroppe sov i samme værelse, og en tyv kom og stjal deres tæppe. En af dem opdagede det og sagde til den anden: "Op! Efter ham!" "Lad ham bare være," sagde den anden. "Når han kommer tilbage for at hente madrassen, så tager vi ham." | Citat |
| s. 58 | |       |

| Citat | En mand med dårlig ånde møder en læge og siger: "Doktor, se! Min drøbel har sænket sig." "Han åbnede munden, og lægen vendte sig om og sagde: "Nej, det er ikke din drøbel, der har sænket sig, det er din tarm, der er kommet op!" | Citat |
| s. 65 | |       |

| Citat | En ung mand sagde til sin kone: "Elskede, hvad skal vi lave? Skal vi spise morgenmad eller elske?" "Det må du bestemme," sagde hun. "Der er ikke noget brød!" | Citat |
| s. 68 | |       |